# Cofana subvirescens
Cofana subvirescens är en insektsart som beskrevs av Carl Stål 1870. Cofana subvirescens ingår i släktet Cofana och familjen dvärgstritar. Inga underarter finns listade i Catalogue of Life.